# Barbatula eregliensis
Barbatula eregliensis е вид лъчеперка от семейство Balitoridae. Видът е критично застрашен от изчезване.

## Разпространение и местообитание
Разпространен е в Турция.
Обитава места с песъчлива и влажна почва, езера, блата, мочурища и тресавища.

## Описание
На дължина достигат до 6,1 cm.
Популацията на вида е намаляваща.